# Wipeout (jeu télévisé)
Pour les articles homonymes, voir Wipeout.
 (juillet 2020).

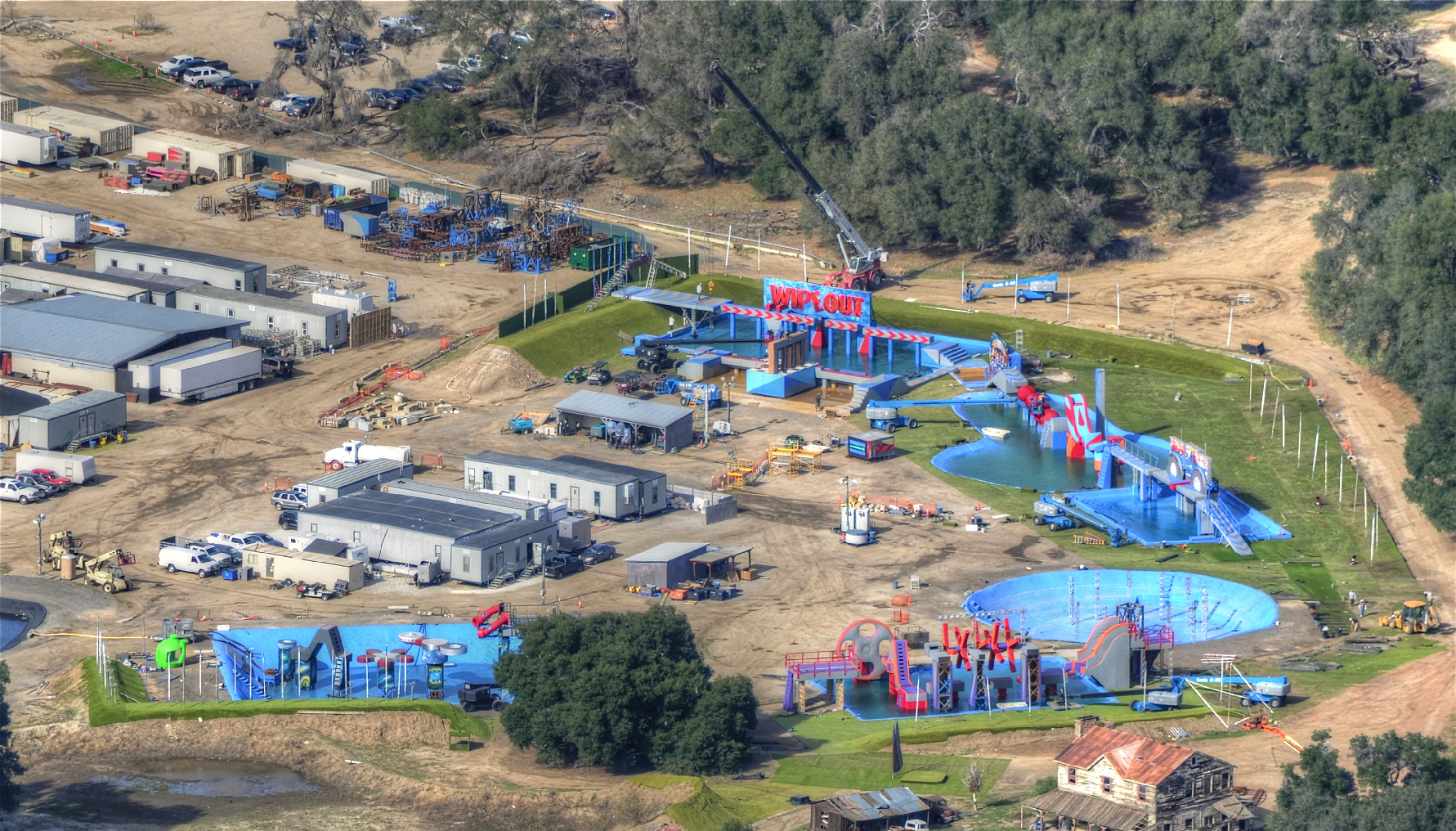

Wipeout est un jeu télévisé américain diffusé sur ABC depuis le 24 juin 2008. Au Québec, il est doublé et diffusé en français sur V. En France, Wipeout est diffusé depuis le 12 mars 2011 sur Gulli sous le titre Total Wipeout : Made in USA. MCM a également diffusé le jeu en France.

## Déroulement
Les qualifications : Le jeu commence avec 24 candidats de tout âge qui doivent faire un parcours d'obstacles en un minimum de temps. Les obstacles peuvent varier et sont souvent au nombre de quatre. On peut retrouver à plusieurs reprises le mur et à chaque fois les fameuses Big Balls. Les 12 meilleurs temps passent à l'épreuve suivante.
La zone Wipeout : C'est la finale. Cela se déroule la nuit. Les trois candidats restants doivent passer une série d'obstacles. Le plus rapide gagne 50 000 dollars.
En hiver, il y a les Winter Wipeout.

## Diffusion
L'émission est diffusée aux États-Unis sur ABC, et en France, sur Gulli depuis le 12 mars 2011.

## Présentateurs
- John Anderson (2008-2014)
- John Henson (2008-2014)
- Jill Wagner (2008-2011; 2013-2014)
- Vanessa Lachey (2011-2012)(présentatrice de terrain, sur le parcours Wipeout, alors que les 3 au-dessus sont dans une pièce, ce sont des présentateurs commentataires)